# Варшава-Повисле
Варшава-Повисле (пол. Warszawa Powiśle) — остановочный пункт железной дороги в Варшаве (расположен в микрорайоне Повисле района Средместье), в Мазовецком воеводстве Польши. Имеет 2 платформы и 2 пути.
Построен в 1963 году остановочный пункт (платформа пассажирская) на железнодорожной линии Варшава-Западная — Варшава-Рембертув. Относится по классификации к категории D, т. е. обслуживает менее 300 тысяч пассажиров ежегодно.